# Cœur de bœuf (pomme)
Pour les articles homonymes, voir Cœur de bœuf.
La Cœur de bœuf est une variété de pomme. Il s'agit d'une variété ancienne et locale, cultivée dans le Haut-Languedoc. 
Le Parc naturel régional du Haut-Languedoc organise sa préservation en faisant planter ses greffons dans des vergers de sauvegarde implantés dans différentes communes, dont celle du Rialet, dans le département du Tarn.